# Arbèle
Arbèle ou Arbèles est une cité antique assyrienne située en Mésopotamie, capitale de la région nommée Adiabène. Cette ville est connue par l'histoire d'Alexandre le Grand qui y aurait vaincu Darius III en 331 av. J.-C. (bataille d'Arbèles ou de Gaugamèles). Elle porte aujourd'hui le nom d'Erbil et fait partie du Kurdistan irakien.

## Situation géographique
Arbèle est une cité antique d’Assyrie à la frontière de l’Iran. Elle se situe dans la province d’Adiabène entre le grand Zab (Lycos) et le petit Zab (Crapos), à l’est du Tigre.
Actuellement elle se nomme Erbil et se trouve en Irak dans le Kurdistan méridional, à 50 km au sud-est de Mossoul.

## Toponymie
Les premières traces du nom de la ville apparaissent sur des tablettes cunéiformes babyloniennes, où elle est appelée Arbilum (Arba (quatre)-ilum (dieux). Le nom ne subit pas de grands changements durant les périodes assyriennes et perses.
Ce sont les Grecs qui, en écrivant le nom au neutre pluriel, la nomment Arbela qui, en passant par le latin, devient Arbèles en français.
L’étymologie serait d’origine akkadienne, mais ceci n’est pas établi avec certitude.

## Histoire

### Histoire politique

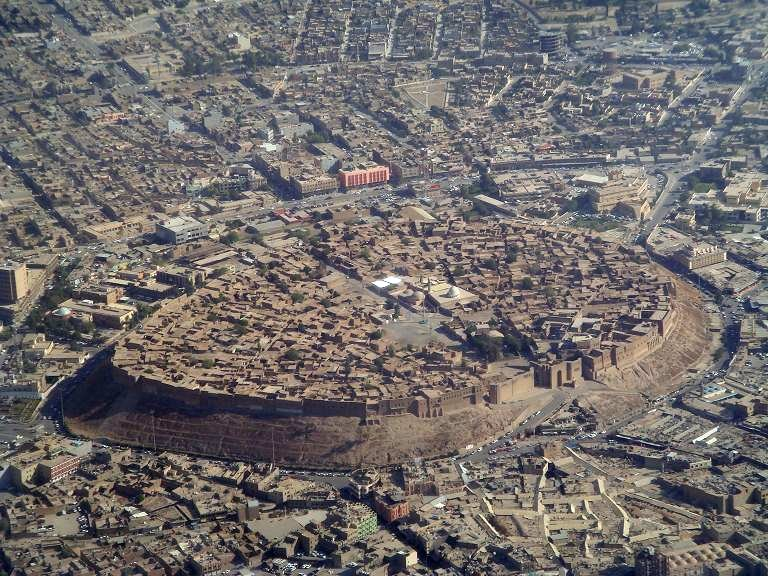
Vue actuelle de la citadelle d'Erbil (2007).

La ville d’Arbèle se situe sur un territoire habité depuis l’antiquité éloignée (IIIe millénaire av. J.-C.). Sa citadelle est au moins occupée depuis le chalcolithique, peut-être même depuis le néolithique.

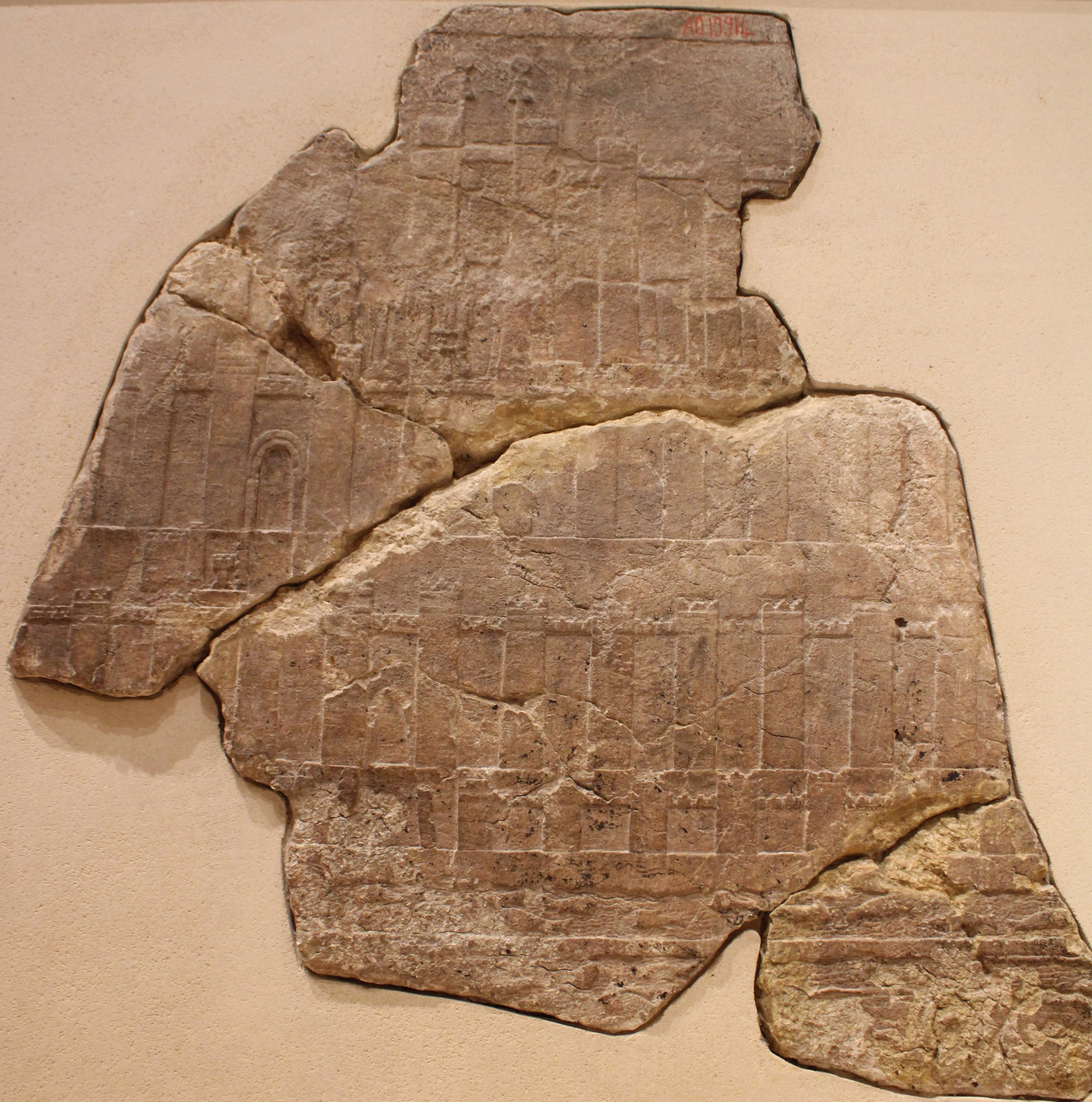
Représentation de la ville d'Arbèles à l'époque assyrienne (milieu du), bas-relief du Palais Nord de Ninive. Musée du Louvre.

Sous les Sargonides (VIIe siècle av. J.-C.), elle est une ville importante et un centre du gouvernement néo-assyrien. C'est aussi un important centre religieux, puisque sa divinité protectrice, la déesse Ishtar d'Arbèles, est une des plus vénérées en Assyrie, notamment par les souverains.

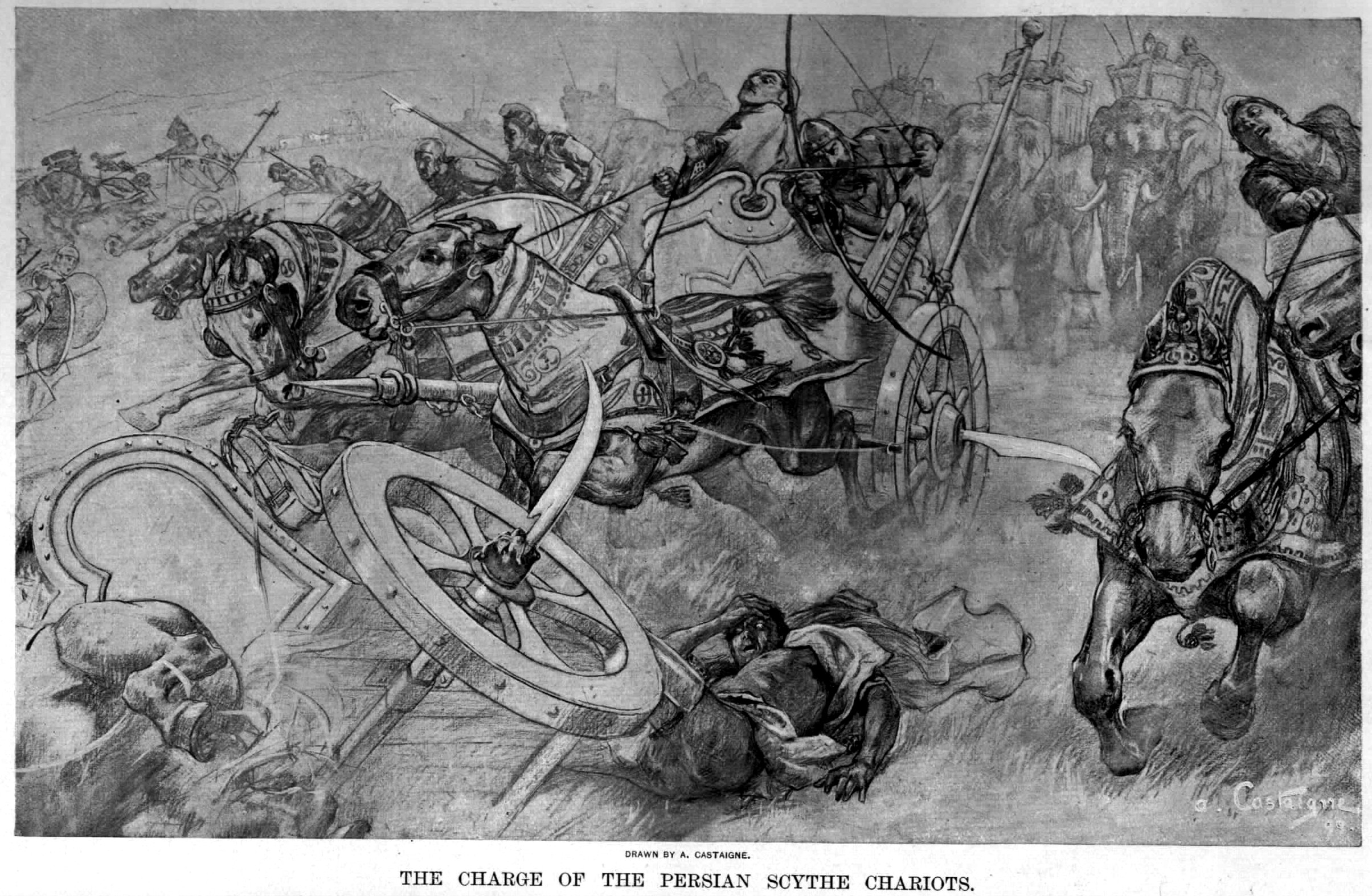
Charge des chariots à faux à la bataille d'Arbèle, gravure d'André Castaigne (1898-1899).

En 547 av. J.-C., le roi achéménide Cyrus II envahit l’Assyrie, qui devient alors une satrapie, dont Arbèle est la capitale ainsi qu’un important centre administratif. Mais en 331 av. J.-C., la Bataille d'Arbèle voit la victoire du roi de Macédoine Alexandre le Grand sur le dernier roi achéménide, Darius III : Alexandre fait cadeau de la satrapie à un de ses généraux, Amphimachus.
Il existe une incertitude et des débats quant au lieu de la « bataille d’Arbèle ». Certains auteurs (notamment Plutarque et Strabon) placent la bataille au village de Gaugameles, à 35 km au nord-ouest.
Après la mort d’Alexandre en 323 av. J.-C., le district des deux rivières du Zab, comprenant la ville, devient une  Éparchie séleucide nommée Adiabène. La cité devient une métropole unie à Nisibe et à Mossoul.
Après sa victoire sur les Séleucides en 141 av. J.-C., Mithridate I de Parthe prend le contrôle de la Mésopotamie du nord et fait d’Arbèle la capitale de la province. Antiochos VII (Séleucide) en reprend le contrôle, mais la contre-offensive de Phraatès II rend le territoire aux Parthes.
En 88 av. J.-C., après la mort de Mithridate II de Parthie, Tigrane II d’Arménie occupe le territoire d’Adiabène, mais en 69 av. J.-C., il propose au roi Phraatès III, de reprendre l'Adiabène en échange d’une alliance contre l’avancée des Romains.
En 195, durant sa campagne en Mésopotamie, l’empereur Septime Sévère occupe la province, mais un an plus tard, Vologèse IV de Parthie force les Romains à évacuer le nord du territoire. C’est pendant cette période que Narses d’Adiabène refuse de suivre le roi lors d’une attaque contre des révoltés à l’est : en représailles, plusieurs villes sont pillées, dont Arbèle.
En 216, Caracalla envahit la cité et détruit des tombes royales Parthes. Son successeur Macrin accordera en signe de paix une compensation pour les dégâts.
En 222, enfin, Ardachir Ier, fondateur de la dynastie des Sassanides, s’empare d'Arbèle, qui va rester sous le contrôle de cette famille pendant près de 400 ans jusqu’à la conquête du territoire par les califats arabes. Pendant cette période, la ville est administrée par un gouverneur (« maupat »).

### Histoire religieuse
Durant la période assyrienne, la ville était célèbre pour son culte à la déesse Ishtar qui était d’ailleurs nommée « la dame d’Arbèle ».
Sous les Sargonides (VIIe siècle av. J.-C.), le temple de la ville est promu Oracle pour les prophètes du culte extasiés.
Au Ier siècle, sous l’impulsion de la reine Hélène d’Adiabène, la région est convertie à la religion judaïque.
Au cours de la période chrétienne, la région est très vite convertie et la ville devient un important siège diocésain tenu par un métropolite. Cependant, les persécutions seront nombreuses notamment sous Sapor II (309-379).

#### Liste non exhaustive des métropolites de la cité d'Arbèle
- Abrahamius (martyr sous Sapor II)
- Paul
- Jonadab (sous Chrosroès)
- Machiche (640)
- Jésuiab 1er (648)
- Georges 1er (après 650)
- Salibazacha, Siméon, Jean et Acha (764)
- Maramane, Jésuiab II, Rostamus et Nestorius (880)
- Ebedjésus, Georges II et Titus (1176)
- Joseph (avant 1218)
- Sébarjésus (1222)
- Denha (1266)
- Moise (1282)
- Abraham (début du XIVe siècle)
- Adam (XVe siècle)[9]

Après le départ des Romains et la reconquête perse, la ville est associée à l’Église chaldéenne d’Orient.

### Histoire économique
La cité d’Arbèle était l’un des 34 arrêts de la « Route d’Arrapha » qui traversait l’empire perse. De plus, elle était un point de jonction important des routes de caravanes allant du nord vers le sud et de l’est vers l’ouest.

## La chronique d'Arbèle
Entre 540 et 569, un prêtre d'Arbèle rédige une chronique consacrée à Pinehas, évêque de la ville. Une seule copie nous est parvenue. Pour écrire cette chronique, l'auteur s'est inspiré d'un ouvrage de 410 écrit par Abel, un maître écrivain non identifié, mais aussi de plusieurs autres sources anciennes comme des actes de conciles et des vies de martyrs. Même si cette chronique d'Arbèle donne des renseignements sur la politique et la culture de l'Iran parthe et sassanide, ainsi que des détails intéressants sur le développement du christianisme et de la culture syriaque dans ces régions, la valeur historique de cette source est très controversée parmi les historiens. Elle contient en effet des erreurs, des contradictions et une chronologie défectueuse. On peut constater une certaine tendance à l'exagération, voire un discours tendancieux quand il s'agit de parler de christianisme ou de martyrs : ces deux sujets semblent représenter un enjeu relativement important pour l'auteur, car il tend à glorifier la ville en prouvant que l'Adiabène est le centre le plus ancien du christianisme.